# Тернавська сільська рада (Ізяславський район)
Терна́вська сільська́ ра́да — адміністративно-територіальна одиниця та орган місцевого самоврядування в Ізяславському районі Хмельницької області. Адміністративний центр — село Тернавка.

## Загальні відомості
Тернавська сільська рада утворена в 1944 році.
- Територія ради: 41,516 км²
- Населення ради: 863 особи (станом на 2001 рік)

## Населені пункти
Сільській раді підпорядковані населені пункти:
- с. Тернавка
- с. Сохужинці

## Склад ради
Рада складається з 16 депутатів та голови.
- Голова ради: Мельник Василь Володимирович
- Секретар ради: Дмитрук Тетяна Миколаївна

### Керівний склад попередніх скликань
| Прізвище, ім'я, по батькові  | Основні відомості                                                 | Дата обрання | Дата звільнення |
| ---------------------------- | ----------------------------------------------------------------- | ------------ | --------------- |
| Копійко Володимир Степанович | Сільський голова, 1962 року народження, безпартійний              | 26.03.2006   | 31.10.2010      |
| Мельник Василь Володимирович | Сільський голова, 1978 року народження, освіта вища, безпартійний | 31.10.2010   |                 |

Примітка: таблиця складена за даними сайту Верховної Ради України

### Депутати
За результатами місцевих виборів 2010 року депутатами ради стали:

#### За суб'єктами висування
| Суб'єкт висування                 | Кількість обраних депутатів | %    |
| --------------------------------- | --------------------------- | ---- |
| Партія регіонів                   | 7                           | 43,8 |
| Самовисування                     | 5                           | 31,3 |
| Політична партія «Сильна Україна» | 2                           | 12,5 |
| Народна партія                    | 1                           | 6,3  |
| Соціалістична партія України      | 1                           | 6,3  |

#### За округами
| № округу                          | Прізвище, ім'я, по батькові      | Дата визнання обраним | Освіта  | Партійна приналежність | Відомості про обраного депутата                      |
| --------------------------------- | -------------------------------- | --------------------- | ------- | ---------------------- | ---------------------------------------------------- |
| Народна Партія                    |                                  |                       |         |                        |                                                      |
| 2                                 | Ільчак Микола Миколайович        | 05.11.2010            | середня | член Народної партії   | Тернавська загальноосвітня школа І-ІІІ ст., вчитель  |
| Партія регіонів                   |                                  |                       |         |                        |                                                      |
| 4                                 | Харун Валентина Іванівна         | 05.11.2010            | вища    | позапартійна           | Тернавська загальноосвітня школа І-ІІІ ст., лаборант |
| 6                                 | Свірський Олексій Степанович     | 05.11.2010            | середня | позапартійний          | Тернавська загальноосвітня школа І-ІІІ ст., робітник |
| 9                                 | Мельник Олександр Васильович     | 05.11.2010            | середня | позапартійний          | пенсіонер                                            |
| 11                                | Захарчук Ольга Миколаївна        | 05.11.2010            | середня | позапартійна           | ФП с. Сохужинці, фельшер                             |
| 14                                | Федорчук Володимир Анатолійович  | 05.11.2010            | середня | позапартійний          | тимчасово не працює                                  |
| 15                                | Зарицкий Віктор Мар'янович       | 05.11.2010            | середня | позапартійний          | СТОВ «Агрос-Віста», шофер                            |
| 16                                | Сабайдаш Олексій Іванович        | 05.11.2010            | середня | позапартійний          | СТОВ «Агрос-Віста», тракторист                       |
| Політична партія «Сильна Україна» |                                  |                       |         |                        |                                                      |
| 3                                 | Маніло Микола Володимирович      | 05.11.2010            | середня | позапартійний          | СТОВ «Євгенія», збирач молока                        |
| 8                                 | Ковальчук Вадим Петрович         | 05.11.2010            | середня | позапартійний          | Білогірський молокозавод, збирач молока              |
| Соціалістична партія України      |                                  |                       |         |                        |                                                      |
| 10                                | Моцеглов Микола Анатолійович     | 05.11.2010            | середня | позапартійний          | СТОВ «Агрос-Віста», різноробочий                     |
| Самовисування                     |                                  |                       |         |                        |                                                      |
| 1                                 | Пельц Анатолій Ярославович       | 05.11.2010            | середня | позапартійний          | тимчасово не працює                                  |
| 5                                 | Дмитрук Тетяна Миколаївна        | 05.11.2010            | середня | позапартійна           | Тернавська с/рада, секретар                          |
| 7                                 | Буджерак Володимир Олександрович | 05.11.2010            | середня | позапартійний          | Тернавська загальноосвітня школа І-ІІІ ст., шофер    |
| 12                                | Сокол Володимир Васильович       | 05.11.2010            | середня | позапартійний          | СТОВ «Агрос-Віста», шофер                            |
| 13                                | Сокіл Валентина Василівна        | 05.11.2010            | середня | позапартійна           | тимчасово не працює                                  |

## Господарська діяльність
Основним видом господарської діяльності населених пунктів сільської ради є сільськогосподарське виробництво. Воно складається із фермерських і індивідуальних селянських господарств. Основним видом сільськогосподарської діяльності є вирощування зернових і технічних культур; допоміжним — вирощування овочевих культур і виробництво м'ясо-молочної продукції.
В селах сільради працює 6 магазинів, загально-освітня школа I–III ступеня, тернавське поштове відділення.

## Річки
Територією сільської ради протікає річка Хомора, яка тече із заходу на схід від села Христівка, повз села Тернавка і Сохужинці в напрямку сіл Кропивна і Сахнівці.

## Заповідні об'єкти
На території сільської ради знаходиться об'єкт природно-заповідного фонду — гідрологічний заказник місцевого значення «Сохужинецький».